# Boleyn Ground
A Boleyn Ground, melyet egyesek Upton Parkként is emlegetnek, London keleti részén, az Upton Parkban található.
Befogadóképessége 35 016 fő. A West Ham 1904 óta játssza itt hazai meccseit. Ezelőtt, a még Thames Ironworks FC néven futó csapat játszott a Hemit Roadon és rövid ideig a Browning Roadon is, majd 1897-ben a Memorial Groundra költöztek. Az újjászervezés után a gárda még négy szezonon keresztül szerepelt itt.

## Fordítás
Ez a szócikk részben vagy egészben  a   Boleyn Ground című angol Wikipédia-szócikk fordításán alapul.  Az eredeti cikk szerkesztőit annak laptörténete sorolja fel. Ez a jelzés csupán a megfogalmazás eredetét és a szerzői jogokat jelzi, nem szolgál a cikkben szereplő információk forrásmegjelöléseként.